# عصفور ببغائي المنقار
عصفور ببغائي المنقار (الاسم العلمي: Passer gongonensis) (بالإنجليزية: Parrot-billed Sparrow)‏ هو نوع من الطيور يتبع جنس العصفور من فصيلة عصافير العالم القديم.